# Culion
Culion è una municipalità di quarta classe delle Filippine, situata nella Provincia di Palawan, nella regione di Visayas Occidentale.
La municipalità si estende e comprende interamente l'isola omonima. È formata da 14 baranggay:
- Balala
- Baldat
- Binudac
- Burabod
- Culango
- De Carabao
- Galoc
- Halsey
- Jardin
- Libis
- Luac
- Malaking Patag
- Osmeña
- Tiza